# Royal Exhibition Building
Il Royal Exhibition Building è un edificio di Melbourne, in Australia. Si trova all'interno dei Carlton Gardens, nella parte nord-orientale del quartiere degli affari di Melbourne, vicino al Museo della città.

## Storia

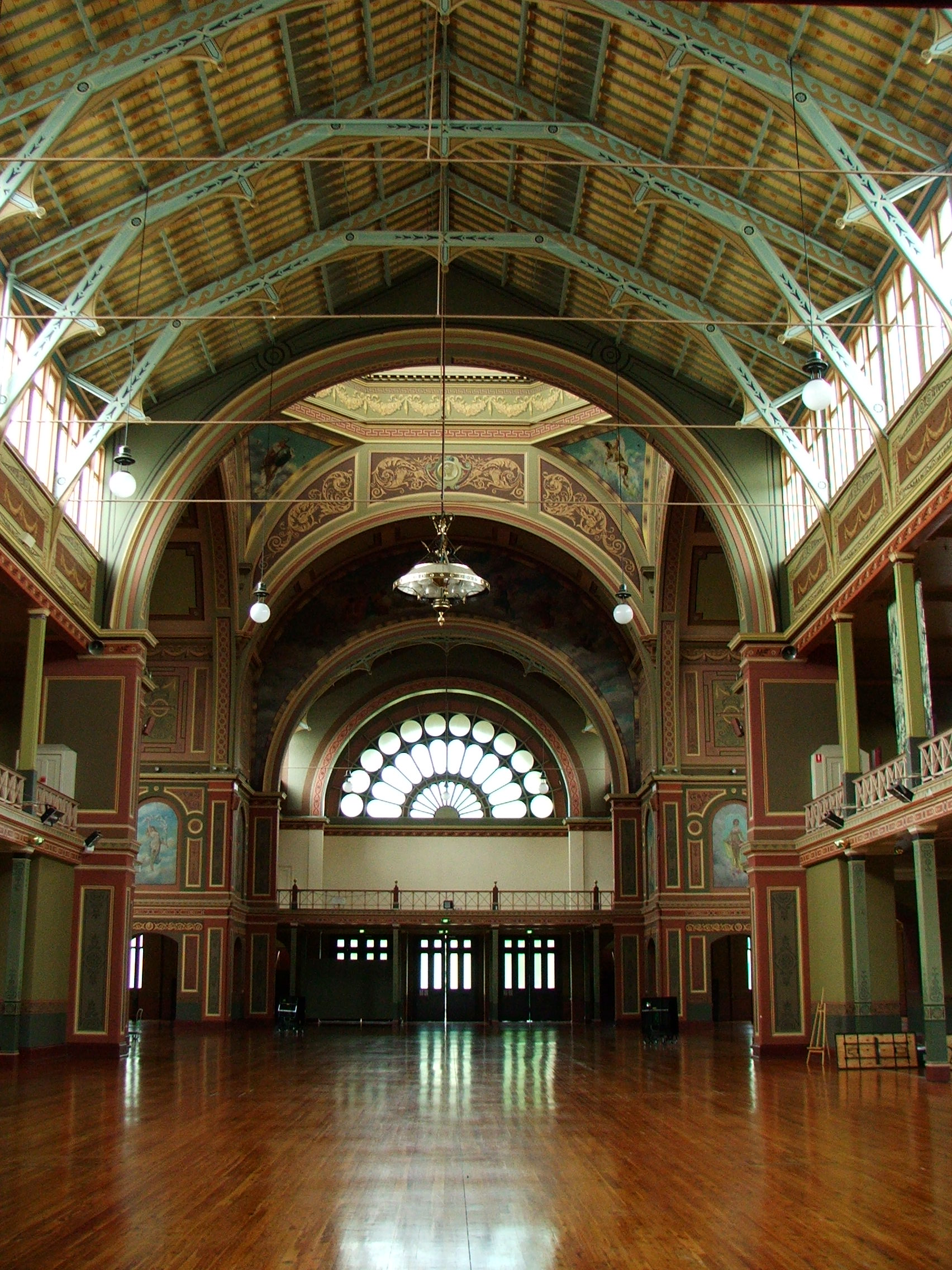
Interno del Royal Exhibition Building

L'edificio venne progettato dall'architetto Joseph Reed (che progettò anche altri edifici della città, come il Municipio e la Biblioteca Statale). Venne completato nel 1880, in preparazione per la Melbourne International Exhibition dello stesso anno. Il progetto prevedeva una "Sala Grande" di oltre 12.000 metri quadrati e molte sale annesse temporanee.
Nel 1888 vi si tenne la Melbourne Centennial Exhibition, per celebrare il centenario dell'insediamento europeo in Australia.
Ma l'evento più significativo tenutosi nell'Exhibition Building fu senza dubbio la prima seduta del primo Parlamento australiano, il 9 maggio 1901, all'inaugurazione del Commonwealth d'Australia. Dopo l'apertura ufficiale, il Parlamento si spostò alla Parliament House, sempre a Melbourne, mentre il governo vittoriano restò nell'Exhibition Building fino al 1927.

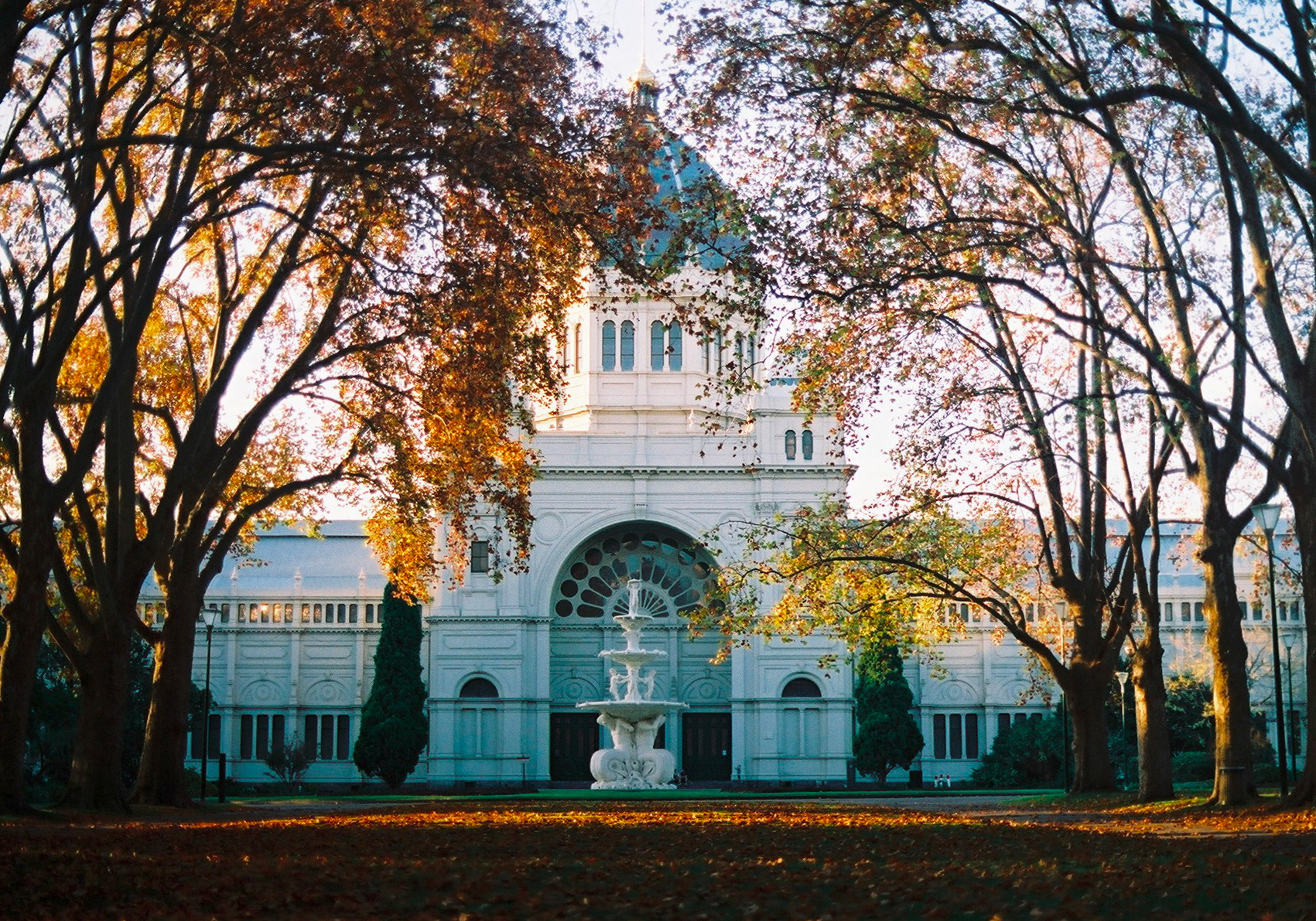
Il Royal Exhibition Building visto dalla via principale dei Carlton Gardens

Dopo questi anni, l'edificio venne usato per scopi tra i più disparati ed entrò in un periodo di decadenza; gli abitanti della città negli anni quaranta lo soprannominarono l'elefante bianco, mentre negli anni cinquanta, come molti altri edifici di Melbourne, venne destinato ad essere rimpiazzato da quartieri di uffici. Le ali dell'edificio, che un tempo ospitavano l'Acquario di Melbourne e un'enorme sala da ballo, vennero progressivamente demolite, lasciando al suo posto solo la struttura principale con gli annessi costruiti negli anni sessanta e settanta.
Dopo la demolizione della sala da ballo nel 1979, l'indignazione della popolazione riuscì a prevenire la demolizione dell'intero edificio.
Nel 1984 la regina Elisabetta II, durante una visita dello Stato di Victoria di cui Melbourne è la capitale, accordò il titolo di Royal a quello che fino ad allora si chiamava semplicemente Exhibition Building. Questa fu la scintilla che portò al restauro degli interni dell'edificio, nel 1985.
Nel 1996 l'allora Primo Ministro dello Stato di Victoria (Jeff Kennett) propose la costruzione del Melbourne's State Museum nelle immediate adiacenze del Royal Exhibition Building; gli annessi temporanei costruiti negli anni sessanta vennero rimossi e, tra il 1997 e il 1998, l'esterno dell'edificio venne sottoposto a restauro.
Il sito in cui costruire il Museo fu oggetto di un aspro dibattito fra il Partito Laburista Australiano (allora all'opposizione e che si opponeva al progetto) e l'allora governo dello Stato. Come risultato di questa campagna di opposizione, l'allora leader del partito John Brumby, in accordo col partito di governo, propose il Royal Exhibition Building per l'iscrizione nell'elenco dei Patrimoni dell'umanità dell'UNESCO.
Nel 2004 il Royal Exhibition Building, insieme ai Carlton Gardens, venne inserito nella lista dei Patrimoni mondiali dell'umanità, il primo edificio australiano ad ottenere questo status.

## Utilizzo dell'edificio
Il Royal Exhibition Building è ancora in uso come centro d'esposizione per eventi come la Mostra Internazionale di Fiori e Giardini di Melbourne. Ma è soprattutto utilizzato a scopi turistici insieme all'adiacente Museo della città.
Oggi questa struttura non è più la più grande del suo genere a Melbourne: è infatti stata soppiantata dal suo equivalente moderno, il Melbourne Exhibition and Convention Centre, che si trova nel sobborgo di Southbank nell'area meridionale di Melbourne. Il Royal Exhibition Building viene comunemente utilizzato anche come sala d'esame per l'Università, l'Istituto di Tecnologia e alcune scuole superiori di Melbourne.